# Coleraine (ort i Australien)
Coleraine är en ort i Australien. Den ligger i kommunen Southern Grampians och delstaten Victoria, omkring 290 kilometer väster om delstatshuvudstaden Melbourne. Antalet invånare är 991.
Trakten runt Coleraine är nära nog obefolkad, med mindre än två invånare per kvadratkilometer.. Det finns inga andra samhällen i närheten.
Trakten runt Coleraine består till största delen av jordbruksmark. Genomsnittlig årsnederbörd är 867 millimeter. Den regnigaste månaden är juni, med i genomsnitt 133 mm nederbörd, och den torraste är februari, med 20 mm nederbörd.